# Bonus Eventus

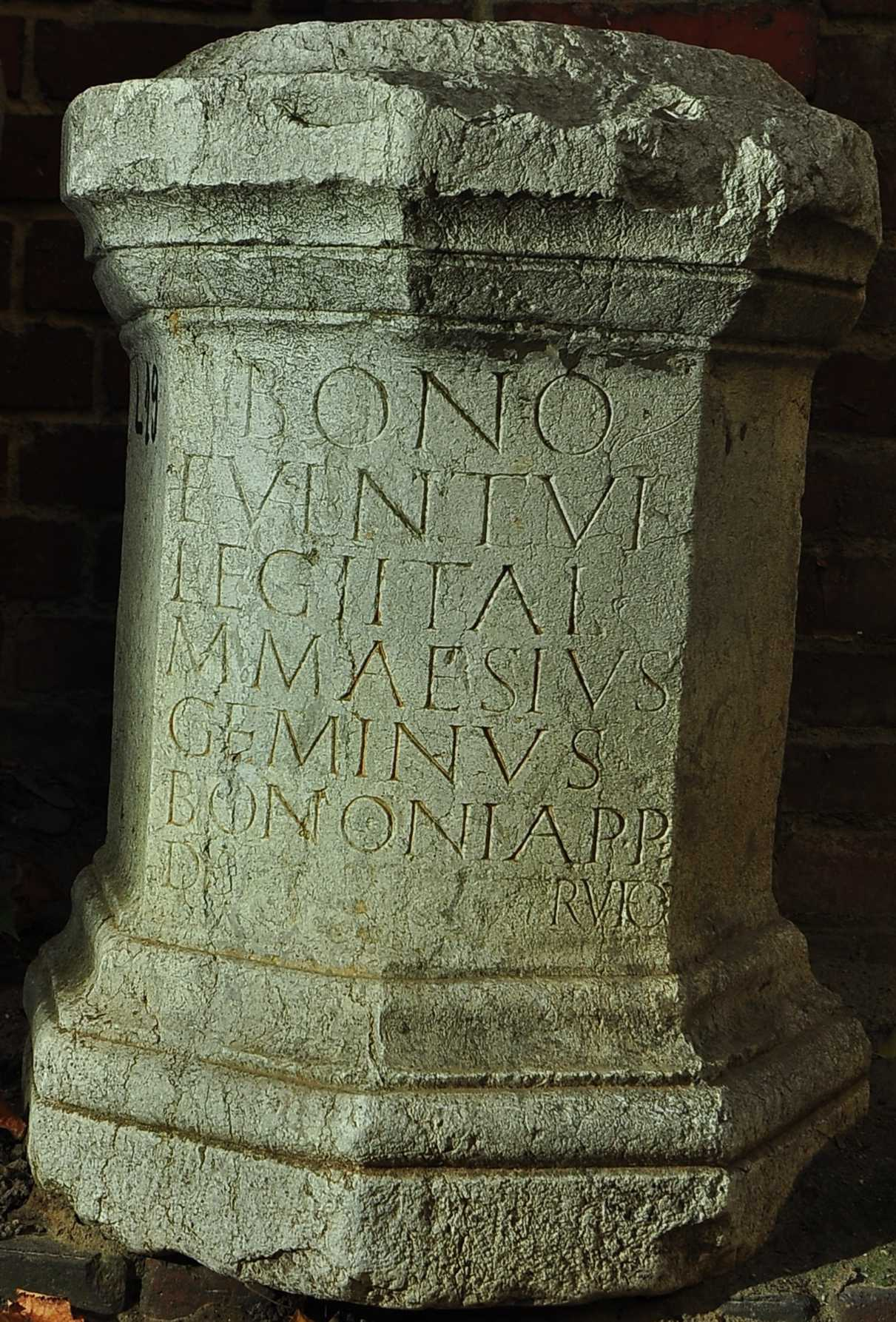
Ara dedicata a Bonus Eventus da soldati della Legio I Italica

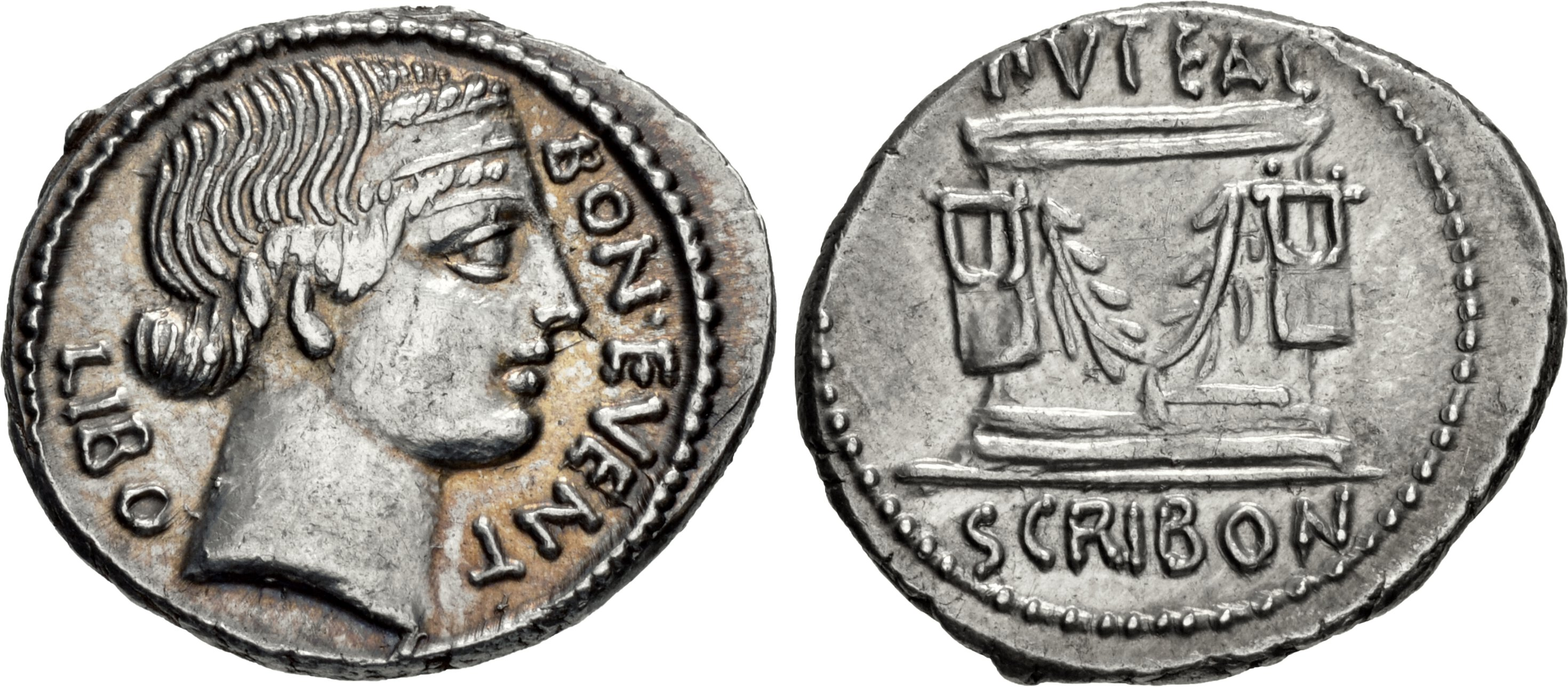
Bonus Eventus sul dritto e Puteal Scribonianum sul rovescio del denario di Lucio Scribonio Libone del 62 a.C..

Bonus Eventus («Buon Evento» o «evento positivo») era una personificazione divina nella religione romana antica. Lo studioso tardo repubblicano Varrone lo elenca come una delle dodici divinità che presiedevano all'agricoltura, in coppia con Lympha, la dea che influenzava l'approvvigionamento idrico. La funzione originale di Bonus Eventus potrebbe essere stata agricola, ma durante l'era imperiale rappresentò un concetto più generale di successo e fu tra le numerose astrazioni che apparvero come icone sulle monete romane.

## Culto e iscrizioni
Bonus Eventus aveva un tempio edificato in data sconosciuta nel Campo Marzio. È menzionato solo da Ammiano Marcellino, in relazione a una porticus (Porticus Boni Eventūs) restaurata dal praefectus urbi Claudio Ermogeniano Cesario nel 374. Cinque capitelli corinzi «di dimensioni straordinarie» scoperti nell'Ottocento potrebbero essere appartenuti al portico, nei pressi dei Giardini di Agrippa.
L'epiteto Bonus, «il Buono», fu usato con altre divinità astratte come Bona Fortuna («Buona Fortuna»), Bona Mens («Buon pensiero» o «Mente sana») e Bona Spes («Valida speranza», forse da tradurre come «Ottimismo»), così come con la misteriosa e polivalente Bona Dea, una dea i cui riti erano celebrati dalle donne.
Iscrizioni per il dio si trovano in diversi luoghi, comprese le province. Alti funzionari di Sirmio, in Pannonia, dedicarono un santuario a Bonus Eventus per il benessere dei membri di alto rango del consiglio comunale. Nella Britannia romana, il pavimento a mosaico di una villa a Woodchester recava il promemoria Venera Bonus Eventus appropriatamente. Una dedica fatta da una coppia sposata a Bonus Eventus insieme con Fortuna indica che la sfera di influenza del dio si era espansa oltre l'agricoltura e l'incarnazione delle virtù imperiali. Le immagini di Bonus Eventus appaiono regolarmente sulle gemme incise, e nel tesoro di un gioielliere di Snettisham, Bonus Eventus era l'iconografia più frequente sugli intagli, comparendo sul 25% dei 127 trovati. Questi usi testimoniano una funzione protettiva o tutelare del dio, nonché l'esistenza di una comunità religiosa a cui il gioielliere commercializzava le sue merci.

## Iconografia
Le monete con Bonus Eventus furono emesse durante i tumulti dell'anno dei Quattro Imperatori (69) e nel corso dei regni di Galba, Vespasiano, Tito, Antonino Pio e Settimio Severo. Su queste monete e sulle gemme, Bonus Eventus è raffigurato come un nudo maschile in piedi, di solito con una gamba piegata e la testa girata verso una ciotola per libagioni nella sua mano tesa. A volte è parzialmente vestito con una clamide che gli copre la schiena, o con un himation sopra le spalle con le estremità che gli incorniciano il busto. Papaveri e spighe di grano sono attributi comuni.
Nel suo libro sulla scultura, Plinio il Vecchio descrive due statue di «Bonus Eventus» che in realtà erano immagini di divinità greche ribattezzate. Una era un bronzo di Eufranore e l'altra un marmo di Prassitele. Quest'ultimo si trovava nel Campidoglio con una statua di Bona Fortuna, e il primo da qualche parte tra l'Atena riutilizzata sotto il Campidoglio e il Leto nel Tempio della Concordia. Non è chiaro dalla descrizione di Plinio se entrambe le statue avessero originariamente rappresentato la stessa divinità greca. Lo storico dell'arte classica Adolf Furtwängler ipotizzò che Prassitele avesse raffigurato un Agathos Daimon, poiché era accompagnato da una «Bona Fortuna», presumibilmente una traduzione del greco Agathē Tychē. Il bronzo di Eufranore è talvolta considerato il tipo su cui si basava l'iconografia di monete e gemme, poiché la figura conteneva papaveri e grano. Questi attributi suggeriscono una divinità eleusina, e mentre l'originale greco è spesso considerato come Trittolemo, nessuna raffigurazione esistente di Trittolemo mostra la combinazione di papaveri e grano, che è associata a Demetra (Cerere romana).